# Inscription de faux en droit français
Pour les articles homonymes, voir Faux.
La procédure d'inscription de faux permet de qualifier un acte authentique de faux. C'est uniquement dans le cadre d'une instance judiciaire ou administrative qu'un document peut être inscrit en faux.
Lorsqu'une inscription en faux est déposée auprès d'une juridiction, celle-ci suspend l'affaire afin que la partie qui a déposé le document litigieux décide de le retirer ou de le maintenir, et, le cas échéant, qu'il soit alors statué pénalement sur le faux allégué.
L'article 441-1 du Code pénal français présente le faux comme « toute altération frauduleuse de la vérité ».

## Juridictions civiles
Le dépôt de l'acte d'inscription de faux peut se faire sans avocat au greffe civil du tribunal de grande instance, cependant une fois l'acte enregistré par le greffe, le demandeur a un mois pour assigner la partie adverse devant le tribunal de grande instance, l'avocat étant alors obligatoire. Le législateur a, en effet, souhaité que cette procédure ne soit pas mise en œuvre de manière inconsidérée. Cette procédure, minutieusement décrite, à l'origine, par les articles 214 à 251 du Code de procédure civile, est désormais réglementée par les articles 303 à 316 du Code de procédure civile.
Ces articles disposent que le demandeur à l'inscription de faux a un mois pour faire signifier par huissier, ou par notification entre avocats, l'exemplaire de l'acte d'inscription de faux enregistré par le greffe à la partie adverse qui use du faux, afin de lui demander de soit le modifier, soit de renoncer à en faire usage, soit de l'annuler lui-même et donc de revenir dessus.
L'inscription de faux peut être déposée contre tous types de faux ayant différents supports possibles : oral, écrit, vidéo, enregistrement.
Il y a trois types d'inscription de faux, le faux matériel, le faux par omission et le faux intellectuel. Les contradictions de motifs d'une décision inscrite en faux la rend nulle et non avenue (décision de la cour de cassation). Les termes génériques contenus dans une décision rend une décision de justice nulle et non avenue (jurisprudence)
Les règles nouvelles ont profondément simplifié les formes de cette procédure mais ont maintenu de lourdes sanctions : en effet, le demandeur qui succombe est condamné, non seulement aux frais mais à une amende civile et le cas échéant, à des dommages-intérêts (article 305 du Code de procédure civile – V. notamment, CA Versailles, 16e ch., 2 mars 2000).
L'inscription de faux contre un acte authentique donne lieu à communication au ministère public (CPC, art. 303). Cette règle est d'ordre public et à défaut de mention d'une telle communication, l'arrêt encourt la cassation (Cass. 1re civ., 18 oct. 1994 : Juris-Data no 1994-001987).
La démonstration du faux peut faire l'objet d'une instance principale ou d'une demande incidente : une demande principale de faux est possible devant le tribunal de grande instance (CPC, art. 314 à 316).
Quant à l'inscription de faux incidente, elle relève de la compétence du juge saisi de l'instance principale si elle est formée devant un tribunal de grande instance ou une cour d'appel (CPC, art. 306 à 312).
Lorsque l'inscription de faux est demandée à titre incident devant une autre juridiction que le TGI, le juge saisi du litige principal ordonne un sursis à statuer jusqu'à ce que l'incident soit jugé par le tribunal de grande instance, à moins que la pièce litigieuse ne soit écartée des débats (CPC, art. 310 et 313 du CPC)

## Sanctions pénales
Les sanctions pénales en matière de faux commis dans une écriture publique ou un acte authentique diffèrent en raison de la personne qui commet ce faux.
Si le faux est commis par une simple personne (par exemple, en prenant un vrai document mais en falsifiant à l'ordinateur ou à la photocopieuse certaines mentions), alors il s'agit d'un délit jugé en correctionnelle, avec une peine qui ne dépasse pas les dix ans d'emprisonnement et d'une amende de 150 000 euros.
En revanche, si le faux est commis par une personne dépositaire de l'autorité publique ou chargée d'une mission de service public agissant dans l'exercice de ses fonctions ou de sa mission (par exemple, un notaire, un juge…), alors l'infraction devient un crime et sera jugé par une cour d'assises ou une cour criminelle départementale. Dans ce cas, les peines sont portées à quinze ans de réclusion criminelle et à 225 000 euros d'amende (article 441-4 du Code pénal, 2e alinéa,, étant observé qu'il avait été jugé, sous l'empire des articles 145 et 146 de l'ancien code pénal, que pour qu'il y ait crime de faux et usage de faux, la loi n'exigeait pas que le préjudice soit consommé ou inévitable, il suffisait d'une simple éventualité ou possibilité de préjudice.
Les conséquences dans le procès en cours sont importantes, car si le faux a été commis par un simple justiciable, alors la personne qui soulève le faux lors d'une affaire en cours dispose de trois mois avant de se constituer partie civile, ce qui n'est pas le cas en cas de faux criminel, pour lequel le ministère public doit immédiatement diligenter une enquête.

## Présomption d'authenticité
D'une manière générale, lorsqu'un acte authentique présente les apparences de régularité, celui qui s'en prévaut n'a pas à en démontrer l'authenticité.
L'acte fait, par lui-même, pleine foi de son origine. Il en résulte, et c'est la principale différence avec l'acte sous seing privé, que l'acte est présumé émaner effectivement des signataires apparents.
Il s'impose à la conviction du juge, sans qu'il y ait besoin de reconnaissance de signature par celui à qui on l'oppose ou que cette signature soit déclarée sincère par le juge.
C'est à celui qui conteste l'authenticité de l'acte qu'il incombe d'en démontrer la fausseté au moyen de la procédure d'inscription de faux. Toutefois, si par sa contexture ou sa forme, l'acte était entaché de vices si évidents qu'une simple inspection oculaire suffisait à en démontrer la fausseté ou l'altération, le juge pourrait, sans inscription de faux préalable, le déclarer inexact et comme tel, le rejeter des débats.
Cette infraction relevant du crime de faux et non d'un délit, la constitution de partie civile de la victime est dispensée du délai des trois mois après la plainte simple comme cela est prévu pour les contraventions et délits (art. 85 du Code de procédure pénale) ; la victime peut donc demander que le TGI désigne un Juge d'instruction le jour même du dépôt de sa plainte en déposant plainte avec constitution de partie civile sous présentation des preuves, en l'espèce de l'acte authentique ayant servi à la commission de cette infraction.

## Juridictions administratives
L'inscription de faux lors d'une requête devant certaines juridictions administratives est régie par les dispositions de l'article R.633-1 du Code de la justice administrative.
Les actes ou documents attaqués doivent pouvoir être qualifiés d'« administratifs » selon les dispositions de l'article 1er de la loi no 78-576 du 17 juillet 1978.
L'arrêt du 30 novembre 2007, no 266500 a précisé une jurisprudence en ce sens.